# Pete Wilson
Peter Barton "Pete" Wilson (nascido em 23 de agosto de 1933) é um político norte-americano da Califórnia. Wilson, um republicano, serviu como o 36º governador da Califórnia (1991–1999), o culminar de mais de três décadas na arena pública que incluíram oito anos como senador dos Estados Unidos (1983–1991), onze anos como prefeito de San Diego (1971–1982) e cinco anos como Deputado Estadual da Califórnia (1967–1971). Em 27 de setembro de 2007, Wilson endossou Rudolph Giuliani para Presidente dos Estados Unidos, porém Giuliani, mais tarde, desistiu. Em 4 de fevereiro de 2008, Wilson endossou John McCain como candidato à presidência. 
Wilson também ficou conhecido por sua perseguição aos imigrantes e seu posicionamento anti-serviços públicos.

## Brujeria
O político serviu de inspiração para a música Pito Wilson, do disco Raza Odiada da banda Brujeria que inicia com frases de um discurso polêmico de Pete Wilson atacando os imigrantes referindo-se a eles com termos preconceituosos e xenófobos.